# Gemme dei Marlborough
Le gemme dei Marlborough furono una grande collezioni di gioielli (cammei e intagli) assemblati dai diversi duchi di Marlborough. La collezione era composta da 730 gemme intagliate tra cui granati, zaffiri, smeraldi e diversi cammei. Il più famosi di questi cammei, il favorito del IV duca, rappresentava Il Matrimonio tra Cupido e Psiche.
Le gemme dei Marlborough vennero vendute dal VII duca di Marlborough in un'asta per raccogliere dei fondi necessari al mantenimento di Blenheim Palace, sua antica residenza di famiglia e da allora la collezione è andata dispersa.